# Di-iso-octylftalaat
Di-iso-octylftalaat of DIOP (Engels: diisooctyl phthalate) is een organische verbinding met als brutoformule C24H38O4. De stof komt voor als een kleurloze olieachtige, viskeuze vloeistof, die onoplosbaar is in water. In feite is het product een mengsel van verschillende isomere iso-octyl-esters van ftaalzuur, vandaar dat geen eenduidige structuurformule kan gegeven worden.
Di-iso-octylftalaat wordt gebruikt als weekmaker voor pvc, polyurethaan, cellulosepolymeren, polyvinylacetaat en rubber.